# Уляпское сельское поселение
Уляпское сельское поселение — муниципальное образование в составе Красногвардейского муниципального района Республики Адыгея Российской Федерации.
Административный центр — аул Уляп.

## Население
| 2002  | 2010  | 2011  | 2012  | 2013  | 2014  | 2015  |
| ----- | ----- | ----- | ----- | ----- | ----- | ----- |
| 2069  | ↘1772 | ↗1774 | ↘1769 | ↘1759 | ↘1739 | ↗1754 |
| 2016  | 2017  | 2018  | 2019  | 2020  | 2021  | 2023  |
| ↘1719 | ↘1698 | ↘1677 | ↗1711 | ↗1714 | ↗1896 | ↗1916 |
| 2024  |       |       |       |       |       |       |
| ↘1912 |       |       |       |       |       |       |

## Состав сельского поселения
| № | Населённый пункт | Тип населённого пункта      | Население |
| - | ---------------- | --------------------------- | --------- |
| 1 | Уляп             | аул, административный центр | ↗1414     |
| 2 | Штурбино         | село                        | ↘498      |

## Национальный состав
По переписи населения 2010 года из 1 772 человек, проживающих в сельском поселении, 1 687 указали свою национальность:
| Национальность | %       | Численность |
| -------------- | ------- | ----------- |
| Адыгейцы       | 75,93 % | 1 281       |
| Русские        | 23,00 % | 388         |
| Армяне         | 0,42 %  | 7           |
| Черкесы        | 0,36 %  | 6           |
| Немцы          | 0,30 %  | 5           |

По данным переписи населения 2021 года из 1896 проживающих в сельском поселении, 1887 человека указали свою национальность
:
| Народ           | Численность, чел. | Доля от населения, % |
| --------------- | ----------------- | -------------------- |
| Адыги (Черкесы) | 1 361             | 72,12 %              |
| Русские         | 485               | 25,43 %              |
| Армяне          | 23                | 1,21 %               |